# Piłka siatkowa na Światowych Wojskowych Igrzyskach Sportowych 2011
Piłka siatkowa na Światowych Wojskowych Igrzyskach Sportowych 2011 – zawody, które odbywały się w Brazylijskim Rio de Janeiro w dniach 17–23 lipca 2011 roku podczas igrzysk wojskowych.
Zawody były równocześnie traktowane jako XXXII Wojskowe Mistrzostwa Świata w siatkówce.

## Harmonogram
|  | Faza grupowa |  | Faza pucharowa |  | Finał |

| Konkurencja       | 15 | 16 | 17 | 18 | 19 | 20 | 21 | 22 | 23 | 24 |
| Siatkówka halowa  |    |    |    |    |    |    |    |    |    |    |
| ----------------- | -- | -- | -- | -- | -- | -- | -- | -- | -- | -- |
| – kobiet          |    |    |    |    |    |    |    |    | F  |    |
| – mężczyzn        |    |    |    |    |    |    |    |    | F  |    |
| Siatkówka plażowa |    |    |    |    |    |    |    |    |    |    |
| – kobiet          |    |    |    |    |    |    |    |    | F  |    |
| – mężczyzn        |    |    |    |    |    |    |    |    | F  |    |

## Medaliści

### Siatkówka halowa
| Konkurencja           | Złoto | Srebro | Brąz |
| Kobiety (szczegóły)   | Brazylia Regiane Bidias Fernanda Garay Rodrigues Juciely Cristina Silva Barreto Natasha Farinea Valeska Menezes Veridiana Mostaco da Fonseca Dayse Figueiredo Fernanda Berti Ana Cristina Porto Camilla Adão Monique Pavão Michelle Pavão | Chiny Liu Congcong Zhu Linfen Liu Yanhan Wang Nan Shen Jingsi Fan Linlin Chen Yao Zuo Ting Bai Yun Sun Xiaoqing Wang Yan Wang Lin | Niemcy Kristin Kaspersky Tina Bents Janine Hinderlich Stephanie Müller Kristin Kowollik Mona Akuamoa-Boateng Eileen Heidepriem Birgit Thumm Claudia Friebe Daniela Dieckmann Frederike Fischer Sina Kostorz |
| Mężczyźni (szczegóły) | Brazylia Raphael Margarido Lucas Provenzano Paulo da Silva Thiago Sens Thiago Gelinski Giovanni Baliana Renato dos Santos Vinícius Siqueira Paulo Ferreira Alexander Marczewski Anderson Rodrigues                                        | Chiny Li Chun Liu Tingwei Zhong Weijun Zhao Yichen Xu Jingtao Wu Yiwen Wu Xiaojiang Yang Fan Wang Xiaowei Guo Peng Wang Yancong   | Korea Południowa Kang Dong-jin Bae Ho-chul Kim Jin-man Shin Yo-han Kwon Hyuk-mo Ha Hyun-yong Kim Na-woon An Tae-yong Shin Eu-ddem Song Mun-sup Hwang Sung-geun Kang Min-woong                               |

### Siatkówka plażowa
| Konkurencja           | Złoto                       | Srebro   | Brąz                     |
| Kobiety (szczegóły)   | Vanilda Leão Ângela Lavalle | Fan Liu  | Rachel Camila            |
| Mężczyźni (szczegóły) | Bernardo Jan                | Liu Zhou | Rogério Ferreira Roberto |

## Uczestnicy

### Siatkówka halowa
Mężczyźni
W turnieju brało udział łącznie dwanaście reprezentacji, które zostało podzielone na dwie grupy po sześć drużyn. Każda drużyna grała ze wszystkimi innymi drużynami w grupie tzw. systemem kołowym (tj. każdy z każdym, po jednym meczu). Dwie pierwsze z każdej grupy awansowały do półfinałów. Przegrani grali w turnieju pocieszenia o miejsca 5-12.
Kobiety
W turnieju brało udział łącznie 6 drużyn, które w fazie grupowej zmagania toczyły systemem kołowym (tj. każdy z każdym, po jednym meczu). Do fazy finałowej awansowały 2 najlepsze drużyny, które rywalizowały o złoty medal. Drużyny z miejsc 3 i 4 walczyły o brązowy medal.

### Siatkówka plażowa
Mężczyźni
Do rywalizacji przystąpiło 11 par, które zostały podzielone na dwie grupy. W każdej z nich zmagania toczyły się systemem kołowym. Do fazy finałowej rozgrywek awansowały dwie najlepsze pary z każdej z grup, które rywalizowały o medale.
Kobiety
Do rywalizacji przystąpiło 8 par, które zostały podzielone na dwie grupy. W każdej z nich zmagania toczyły się systemem kołowym. Do fazy finałowej rozgrywek awansowały dwie najlepsze pary z każdej z grup, które rywalizowały o medale.

## Klasyfikacja medalowa
* Gospodarz zawodów został zaznaczony tym kolorem.
| Miejsce           | Państwo           | Złoto | Srebro | Brąz | Razem |
| ----------------- | ----------------- | ----- | ------ | ---- | ----- |
| 1                 | Brazylia*         | 4     | 0      | 2    | 6     |
| 2                 | Chiny             | 0     | 4      | 0    | 4     |
| 3                 | Korea Południowa  | 0     | 0      | 1    | 1     |
| 3                 | Niemcy            | 0     | 0      | 1    | 1     |
| Ogółem (4 państw) | Ogółem (4 państw) | 4     | 4      | 4    | 12    |

Źródło: